# 武功乡 (舞钢市)
武功乡，是中华人民共和国河南省平顶山市舞钢市下辖的一个乡镇级行政单位。

## 行政区划
武功乡下辖以下地区：
武功村、嘴头王村、草坡村、田岗村、罗湾村、坡魏村、范庄村、滚河李村、滚河孙村、八家刘村、后营村、大程庄村、小柴庄村、刁沟村、月营村、王五村、岗王村、刘庄村、曹集村、东曹庄村、大李庄村和同官李村。